# Salomon Wohl

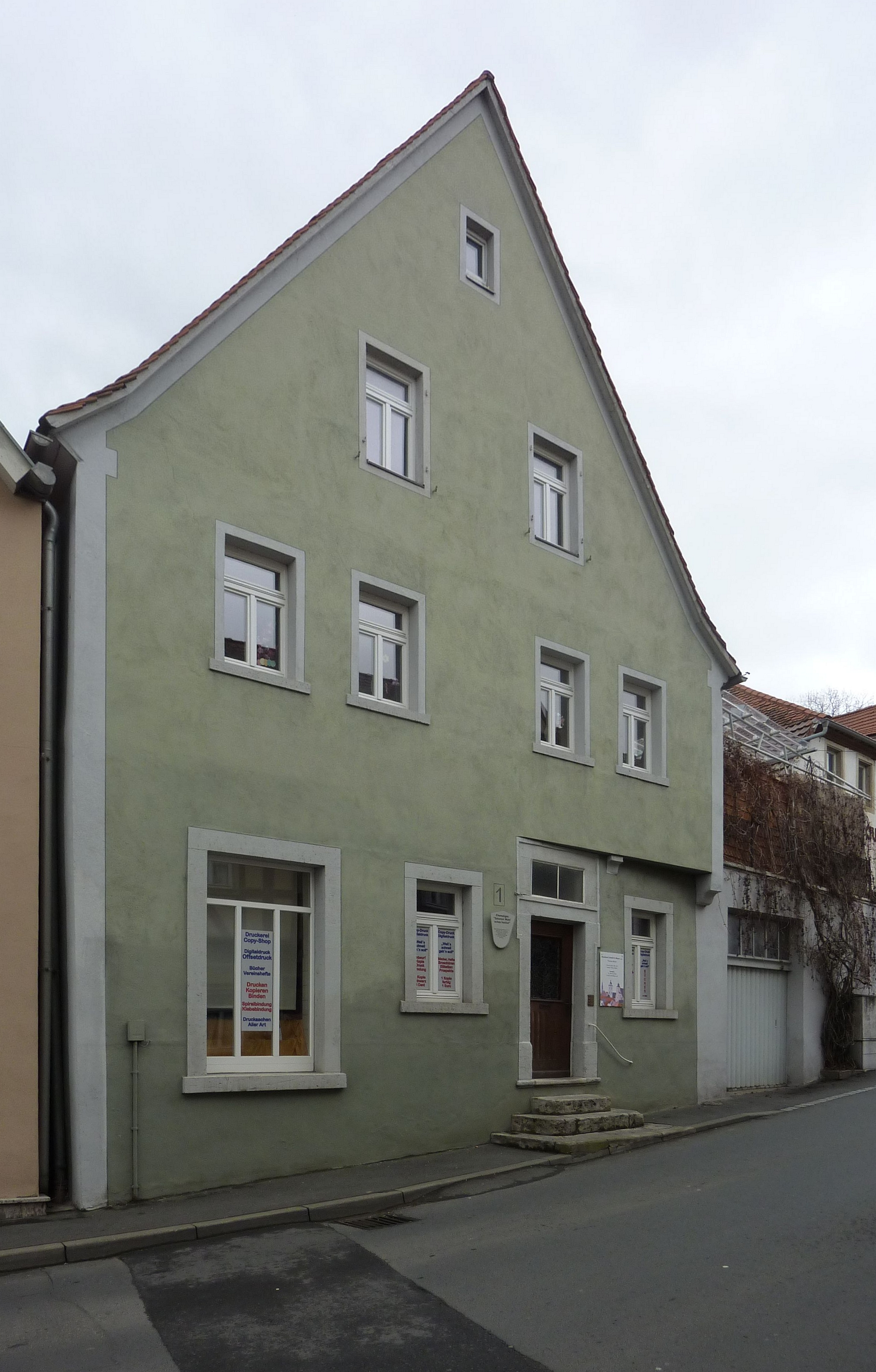
Das einstige Salomon Wohl'sche Institut in der Bachgasse 1 in Marktbreit

Salomon Wohl (* 1818 in Fuchsstadt; † 26. September 1902 in Marktbreit) war ein deutscher Schulgründer.

## Leben
Salomon Wohl kam 1843 als israelitischer Religionslehrer nach Marktbreit. Er war der Nachfolger des 1842 verstorbenen Samson Werner, der seinerseits den 1828 ins Amt getretenen und schon 1829 weggezogenen Samson Jonas Berolzheimer abgelöst hatte. Dessen Vorgänger, der Chasan Lazarus Marx, war 1794 ins Amt getreten. In Marktbreit lebten zwar relativ viele Bürger jüdischen Glaubens, jedoch waren vor allem die ärmeren Familien kinderreich, wohingegen die Wohlhabenden eher wenige Kinder hatten. Die Finanzierung des Lehrers durch die Gemeinde war daher problematisch. Salomon Wohl entschloss sich offenbar, gezielt auch auswärtige Schüler nach Marktbreit zu ziehen.
Zwei Jahre nach seiner Ankunft in Marktbreit gründete Wohl, zeitgleich zur Brüsselschen Handelsanstalt in Segnitz, das Salomon Wohl'sche Erziehungs- und Handelsinstitut, eine Art Handelsschule, in der unter anderem moderne Fremdsprachen und kaufmännische Fächer und anfangs auch die klassischen Sprachen zur Vorbereitung auf den Übergang ans Gymnasium unterrichtet wurden. Um seine Schule staatlich anerkennen lassen zu können, absolvierte er das Lehrerexamen in der französischen Sprache in Würzburg. An die Schule angeschlossen war ein Internat, das von Schülern aus ganz Europa und sogar aus Übersee besucht wurde. Zeitweise hatte das Institut über 100 Schüler, die nicht alle jüdischen Glaubens waren. Carl Rohr berichtete 1863 in einem Artikel in der Allgemeinen Zeitung des Judentums über das Institut, „daß es gegen 100 Zöglinge in vollständiger Verpflegung zählt, unter welchen die Hälfte christlichen Konfessionen angehört, und dass es, was seiner universellen Richtung zur großen Ehre gereicht, den religiösen Bedürfnissen der christlichen Schüler ebenso sehr volle Befriedigung angedeihen lässt, als es sich die streng religiöse Erziehung der israelitischen Zöglinge zur Aufgabe gemacht hat. Die sittliche Erziehung und leibliche Verpflegung, verbunden mit dem äußerst billigen, den Leistungen nicht adäquaten jährlichen Honorar von 200 fl. für Unterricht, Kost, Logis und Wäsche wird mit der größten Sorgfalt und Gewissenhaftigkeit gehandhabt, und Liebe, mit Strenge gepaart, ist das in der Behandlung der Zöglinge unverrückt herrschende Prinzip.“
Für das Jahr 1870 sind 147 Schüler aus zwölf Ländern belegt, die von neun Lehrern unterrichtet wurden.
Nach seinem Rückzug aus dem Schulbetrieb widmete sich Salomon Wohl weiterhin öffentlichen Angelegenheiten. In einem Nachruf in der Zeitschrift Der Israelit vom 6. Oktober 1902 wurde unter anderem seine Tätigkeit als Magistratsperson und als erster Kultusvorstehender der Gemeinde erwähnt. 19 Jahre lang sei er Religionslehrer und Kantor gewesen, 36 Jahre lang habe er die Kultusgemeinde geführt.
Salomon Wohls Grabstein auf dem jüdischen Friedhof in Rödelsee ist erhalten geblieben.
Die von ihm gegründete Privatschule wurde von seinen Nachfolgern weitergeführt. Sie besteht noch heute und befindet sich mittlerweile in der Buheleite 20 in Marktbreit.

## Weiterentwicklung des Salomon Wohl'schen Instituts
Als 1875 ein Neubau anstand, übergab Salomon Wohl seine Schule an den Lehrer Josef Damm, der sie zu einer Handelsschule mit Vorbereitungsklasse und den vier oberen Klassen einer sechsklassigen Handelsschule erweiterte, an der nach den Lehrplänen der bayrischen Handelsschulen unterrichtet wurde. 1878 übernahm die Stadt Marktbreit das Kuratorium über die Schule, kurz darauf wurde sie zur sechsklassigen Handelsschule ausgebaut und als Städtische Handelsschule bezeichnet. Das Abgangszeugnis berechtigte zum Einjährig-Freiwilligen-Dienst. 1897 wurde die Schule wieder privat und existierte als Real- und Handelsschule Johann Damm weiter. 1906 bis 1960 wurde sie von der Familie Köppl übernommen. Von 1944 wurde der damalige Schulleiter Edgar Köppl zum Kriegsdienst eingezogen und der Betrieb der Privatschule ruhte bis 1947. Aus der Real- und Handelsschule E. Köppl mit Internat wurde über die Jahre die heutige staatlich anerkannte Leo-Weismantel-Realschule. 1984 gründete der damalige Schulleiter Rudolf Scherer eine zweite Privatschule, die Private Realschule des Bildungswerks Marktbreit, die er ebenfalls bis 1986 leitete. Die Leo-Weismantel-Realschule in Marktbreit und die private Realschule des Bildungswerks Marktbreit e. V. sind somit direkte Nachfolgeinstitutionen des Wohl'schen Instituts. Während Edgar Köppel aufgrund der Auswirkungen des Zweiten Weltkriegs seine Privatschule nicht führen konnte, betrieb der Schulrat und Marktbreiter Bürgermeister Ernst Heywang von 1946 bis 1950 die Städtische Realschule Marktbreit, aus der sich das heutige Gymnasium Marktbreit entwickelte.